# Anne Wilsdorf
Pour les articles homonymes, voir Wilsdorf.
Anne Wilsdorf, née le 11 avril 1954 à Luanda (Angola), est une auteure-illustratrice en littérature jeunesse de nationalité franco-suisse vivant et travaillant en Suisse.

## Biographie
Anne Wilsdorf est née le 11 avril 1954 à Luanda en Angola. Durant son enfance, elle a vécu dans de nombreux pays avant de venir s'établir en Suisse, à Lausanne, en 1976. Elle a étudié à l’École des beaux-arts et d'art appliqué de Lausanne (devenu ECAL) et enseigne à l’École romande d'art et de communication (ERACOM) de cette même ville. Elle vit avec son mari Henry Meyer, sculpteur, dessinateur et graveur, dans la capitale vaudoise.
Leur fille Berivan, née le 11 mai 1982, a étudié le stylisme à l'Académie royale des beaux-arts d'Anvers et a, depuis, créé sa propre marque.
Anne Wilsdorf, nièce de l'illustrateur Tomi Ungerer, a commencé sa carrière en dessinant pour la presse et dans des publications jeunesse. Puis elle a poursuivi son activité créatrice en créant ses premiers livres en tant qu'auteure-illustratrice et en illustrant le texte d'autres auteurs. Par la suite, elle a publié non seulement en Suisse, mais aussi en France, en Allemagne et aux États-Unis. Ses livres ont été traduits dans de nombreuses langues.
Spécialisée en illustration de livres jeunesse, elle compte à son actif plus de 60 livres. Elle a aussi réalisé plusieurs affiches pour diverses manifestations.
« Depuis toujours, j'ai dessiné et raconté des histoires. Je sentais que tenir un crayon, - utiliser la couleur - n'était pas que du divertissement: j'avais un outil formidable pour m'approprier le monde et me comprendre moi-même, progresser », explique Anne Wilsdorf.
Elle va régulièrement rencontrer ses jeunes lecteurs dans les classes, comme lors des manifestations proposées par La Bataille des livres.
Sensibilisée à l'égalité homme/femme, elle a accepté de réaliser un album mettant en valeur le genre féminin dans des métiers de prime abord destinés aux hommes (métiers techniques ou scientifiques). C'est ainsi qu'en 2015, l'album Ingénieuse Eugénie a vu le jour. L'ouvrage obtient le Prix Saint-Exupéry en 2016.
« Je me bats depuis des années contre les clichés », poursuit-elle. « Je ne suis pas cataloguée comme féministe, ça vient comme ça, naturellement. Je n’ai pas souffert de ça, car dessinatrice est un métier qu’on attribue facilement aux femmes, mais je trouve qu’il y a encore beaucoup de progrès à faire dans l’égalité. Les filles doivent pouvoir choisir ».

## Ouvrages

### Albums
- La Graine de carotte; et autres histoires pas comme les autres / Anne Wilsdorf. Ed. 24 Heures, 1982 -  (ISBN 2826500570)
- Philomène / Anne Wilsdorf. Ed. Kaléidoscope,1989 -  (ISBN 978-2877670159)
- Le Manteau du bucheron / Ferida Wolff; ill. d'Anne Wilsdorf. Ed. Kaléidoscope,1993 -  (ISBN 978-2877671026)
- M'Toto / Anne Wilsdorf. Ed. Kaléidoscope,1994 -  (ISBN 978-2877671224)
- Un grand morceau de ciel / Bernard Bretonnière; ill. d'Anne Wilsdorf. Ed. La joie de lire, 1996 -  (ISBN 978-2882580689)
- Le Vieil Homme qui aimait le fromage / Anne Wilsdorf. Ed. Kaléidoscope,1997 -  (ISBN 978-2877672009)
- Jujube / Anne Wilsdorf. Ed. Kaléidoscope, 1999 -  (ISBN 978-2877672443)
- Princesse / Anne Wilsdorf. Ed. Mijade, 1999 -  (ISBN 978-2871422129)
- Vert de peur et mort de rire / Gudule; ill. d'Anne Wilsdorf. Ed. Nathan jeunesse, 2000 -  (ISBN 978-2092402474)

- Les Contes : La Vérité (vraie) / Gudule; ill. d'Anne Wilsdorf. Ed. Nathan jeunesse, 2000 -  (ISBN 978-2092107362)

- Faustine et le Père Noël / Anne Wilsdorf. Ed. Kaléidoscope, 2001 -  (ISBN 978-2877673419)
- Lulu l'Invincible / Anne Wilsdorf. Ed. Mila, 2003 -  (ISBN 978-2840063858)
- La Belle au bois dormant / Charles Perrault; ill. d'Anne Wilsdorf. Ed. Larousse, 2004 -  (ISBN 978-2035651198)
- La Chèvre de Monsieur Seguin (Livre-CD) / Alphonse Daudet; ill. d'Anne Wilsdorf. Ed. Quiquandquoi, 2005 -  (ISBN 978-2940317295)
- Le Petit Chaperon rouge / Charles Perrault; ill. d'Anne Wilsdorf. Ed. Larousse, 2005 -  (ISBN 978-2035651211)
- Vive la politesse ! / Françoise de Guibert; ill. d'Anne Wilsdorf. Larousse, 2007 -  (ISBN 978-2035831781)
- Lutembi aime trop les filles / Anne Wilsdorf. Ed. Quiquandquoi, 2009 -  (ISBN 978-2940317509)
- Sophie et sa courge / Pat Zietlow-Miller; ill. d'Anne Wilsdorf. Ed. Kaléidoscope, 2015 -  (ISBN 978-2877678476)
- Ingénieuse Eugénie / Anne Wilsdorf. Ed. La joie de lire, 2015 -  (ISBN 978-2889082339)
- Ratibor à tribord / Maureen Dor; ill. d'Anne Wilsdorf. Ed. Clochette, 2015 -  (ISBN 979-1091965293)

#### Albums en allemand
- Die Riesen (= La Géante) / Anne Wilsdorf. Diogenes Verlag, 1978 -  (ISBN 3257006063)
- Jack und die Bohnenranke : ein Märchen / Joseph Jacobs ; ill. d' Anne Wilsdorf. Diogenes-Verlag, 1987 -  (ISBN 3257006845)

#### Albums en anglais
- Aligator Sue / by Sharon Arms Doucet;  ill. d'Anne Wilsdorf. Ed. Melanie Kroupa Books, 2003 -  (ISBN 978-0374302184)
- Sunny Boy : The Life and Times of a Tortoise / Candace Fleming; ill. d'Anne Wilsdorf. Ed. Farrar, Straus and Giroux, 2005 -  (ISBN 9780374372972)
- Ruby Lu : Brave and True / Lenore Look; ill. d'Anne Wilsdorf. Ed. Perfection Learning, 2006 -  (ISBN 9780756965532)
- The Costume Copycat / Maryann MacDonald; ill. d'Anne Wilsdorf. Ed. Dial Books, 2006 -  (ISBN 978-0803729292)

- Two Sticks / Orel Protopopescu; ill. d'Anne Wilsdorf. Ed. Farrar, Straus and Giroux, 2007 -  (ISBN 978-0374380229)

- Ruby Lu : Empress of Everything / Lenore Look; ill. d'Anne Wilsdorf. Ed. Atheneum Books for Young Readers, 2007 -  (ISBN 9781416950035)

- The Best Story / Eileen Spinelli; ill. d'Anne Wilsdorf. Ed. Dial Books, 2008 -  (ISBN 9780803730557)
- Dogs on The Bed / Elizabeth Bluemle; ill. d'Anne Wilsdorf. Ed. Candlewick Press, 2008 -  (ISBN 9780763626082)

- Clarence Cochran: A Human Boy / William Loizeaux; ill. d'Anne Wilsdorf. Ed. Farrar Straus Giroux, 2009 -  (ISBN 978-0374313234)
- Tutus Aren't My Style / Linda Skeers; ill. d'Anne Wilsdorf. Ed. Dial Books for Young Readers, 2010 -  (ISBN 9780803732124)
- Thelonious Mouse / Orel Protopopescu; ill. d'Anne Wilsdorf. Ed. Farrar Straus Giroux, 2011 -  (ISBN 9780374374471)
- Homer, The Library Cat / Reeve Lindbergh; ill. d'Anne Wilsdorf. Ed. Candlewick Press, 2011 -  (ISBN 9780763634483)
- Five Funny Bunnies: Three Bouncing Tales / Jean Van Leeuwen; ill. d'Anne Wilsdorf. Ed. Two lions, 2012 -  (ISBN 978-0761461142)
- My Dog's a Chicken / Susan Mcelroy Montanari; ill. d'Anne Wilsdorf. Random House, 2016 -  (ISBN 9780385384902)

#### Documentaires
- Jouer des pieds à la tête : 100 Jeux déconseillés aux créatures insensibles ! / Lise Martin; ill. dAnne Wilsdorf. Ed. Nathan jeunesse, 1999 -  (ISBN 978-2092701355)
- Le Bébé / Agnès Vandewiele; ill. d'Anne Wilsdorf. Ed. Larousse, 2003 -  (ISBN 978-2035530349)
- Le Corps / Pascale Borensztein; ill. de Denis Horvath, Monique Gaudriault et Anne Wilsdorf. Ed. Larousse 2005 -  (ISBN 978-2035652003)
- Progressions 1 : Formation musicale par les chansons / Patrick Mamie; ill. d'Anne Wilsdorf. Ed. LEP, Loisirs et pédagogie, 2008 -  (ISBN 978-2606012328)
- Mon grand alphabet Larousse : Le Livre-jeu des mots / Delphine Godard, Marie-Claude Avignon; ill. de Marc Boutavant, Isabelle Assémat, Béatrice Rodriguez et Anne Wilsdorf. Ed. Larousse, 2007 -  (ISBN 978-203583182-8)

#### Périodiques
- Popi : Tous les mois, elle écrit et illustre Les aventures de Marcel.
- Pomme d'api : Tous les mois, elle illustre Les aventures de la famille Noé, scénarisées par la rédaction.
- Mes premiers j'aime lire :

#### Livres de première lecture
Collection Le Roi des Ogres, texte de Didier Levy.

## Prix et distinctions
- 1997 : Prix Bernard Versele pour son album Philomène[12]
- 2000 : Sélection Suisse du Prix Hans-Christian-Andersen, dans la catégorie Illustration[13]
- 2008 : (international) « Honour List »[14] de l' IBBY pour ses illustrations de La Chèvre de Monsieur Seguin
- 2016 : Prix Saint-Exupéry[10] pour Ingénieuse Eugénie.